# Rio Duşa
O Rio Duşa é um rio da Romênia, afluente do Mureş, localizado no distrito de Harghita.